# Noisecollective
Noisecollective è un progetto Italiano creato da Francesco Mulassano (Urbanspaceman) e Luca Torasso (Sandblasting), dedicato alla sperimentazione audio e video performativa nato nel 2007 con lo scopo di raccogliere in un unico spazio e di diffondere informazioni su tutto ciò che fa parte e riguarda la scena sperimentale (elettronica e non) Italiana.
Il progetto avvalendosi della comunicazione globale resa possibile da internet cerca di proporsi come catalizzatore di tutte le realtà sperimentali affinché sia più semplice incontrare, non solo virtualmente, ed accomunare tra loro persone con gli stessi interessi e con la voglia di condividere con gli altri la propria conoscenza ed esperienza. Il portale è strutturato in diverse sezioni che includono tutorial e descrizioni su Software ed Hardware audio e video, corsi, schede tecniche di strumenti ed apparecchiature musicali, liberi schemi elettrici per assemblaggi e costruzione di effetti e strumenti (Circuit bending), forum di discussione organizzato in più sezioni dedicato esclusivamente al mondo della sperimentazione
audio e video (come ad esempio la sezione D.I.Y. ) all'interno delle quali è possibile discutere, porre problematiche e cercare soluzioni. Il portale completamente in Italiano è aperto e libero a chiunque abbia voglia di partecipare e collaborare alla crescita ed allo sviluppodella comunità ed alla diffusione culturale degli argomenti trattati, scopo che resta alla base del portale.